# Litsea
Litsea ist eine Pflanzengattung innerhalb der Familie der Lorbeergewächse (Lauraceae). Das Hauptverbreitungsgebiet der 200 bis 400 Arten liegt in den Tropen und Subtropen Asiens, einige Arten findet man in Australien und von Nord- bis Südamerika. 

## Beschreibung
Litsea-Arten bilden immergrüne bis laubabwerfende, meist Sträucher oder seltener Bäume. Die meist wechselständig, selten gegenständig oder wirtelig angeordneten Laubblätter sind in Blattstiel und -spreite gegliedert. Sie sind meist nicht aromatisch. Die ledrige, einfache Blattspreite ist fein geadert und zeigt selten drei Hauptadern. Die Blattoberfläche ist kahl oder behaart. Domatien fehlen.
Litsea-Arten sind zweihäusig getrenntgeschlechtig (diözisch). Die Blütenstände erscheinen vor oder mit den neuen Laubblättern. Es werden einzeln stehende oder in Gruppen angeordnete Dolden, doldige Zymen oder Rispen in den Blattachseln gebildet. Die vier bis sechs Hüllblätter wachsen kreuzgegenständig und verbleiben bis zur Blüte an der Pflanze. Es ist ein kleiner Blütenbecher vorhanden. Die Perigonblätter sind in zwei Wirteln zu drei Blättern angeordnet, selten fehlen sie ganz oder es werden acht oder nur bis zu drei Blätter gebildet. Sie sind gelb, grün oder weiß und oft unbehaart. Die Blüten sind, oft funktionell, eingeschlechtig. Die männlichen Blüten haben meist neun bis zwölf, selten auch mehr fruchtbare Staubblätter, die in drei oder vier Wirteln aus jeweils drei angeordnet sind. Die Staubfäden des ersten und zweiten Wirtels sind meist drüsenlos, an der Basis des dritten und vierten Wirtels werden zwei Drüsen gebildet. Die Staubbeutel zeigen nach innen (intrors) und bestehen aus vier Kammern, sie sich durch Klappen öffnen. Selten sind auch Staminodien vorhanden. Ein rudimentär ausgebildeter Stempel kann vorhanden sein. Die weiblichen Blüten haben etwa gleich viele Staminodien wie die männlichen Staubblätter oder keine. Der rundliche Fruchtknoten ist oberständig, die Narbe ist deutlich ausgebildet.
Es werden rundliche Beeren gebildet. Der Fruchtstiel und der Blütenbecher sind unter der Frucht mehr oder weniger vergrößert.

## Verbreitung
Die etwa 200 bis 400 Arten gedeihen meist im tropischen oder subtropischen Asien, einige wenige Arten in Australien und von Nordamerika bis in das subtropische Südamerika. 74 Arten wachsen in China, 47 davon nur dort. Vier Arten kommen in Mexiko vor, eine davon findet man auch in Costa Rica. Eine Art (Litsea aestivalis) hat ihr Verbreitungsgebiet in den Vereinigten Staaten.

## Systematik und Forschungsgeschichte
Litsea ist eine Gattung aus der Familie der Lorbeergewächse (Lauraceae). Sie wurde 1792 von Jean Baptiste de Monnet de Lamarck in der Encyclopédie Méthodique, Botanique erstbeschrieben. Der wissenschaftliche Name leitet sich von Litsè, dem chinesischen Namen der Pflanze ab. Die Gattung Litsea ist wahrscheinlich polyphyletisch, eine Revision ist ausständig. Die Arten ähneln denen der Gattung Lindera, sie unterscheiden sich von diesen durch die vierkammerigen Staubbeutel, Lindera-Arten bilden nur zwei Kammern. Synonyme der Gattung sind Iozoste Nees, Sebifera Lour. und Tetranthera Jacq.
In der Plant List werden folgende Arten unterschieden:
- Litsea accedens (Blume) Boerl.
- Litsea acuminata (Teschner) Kosterm.

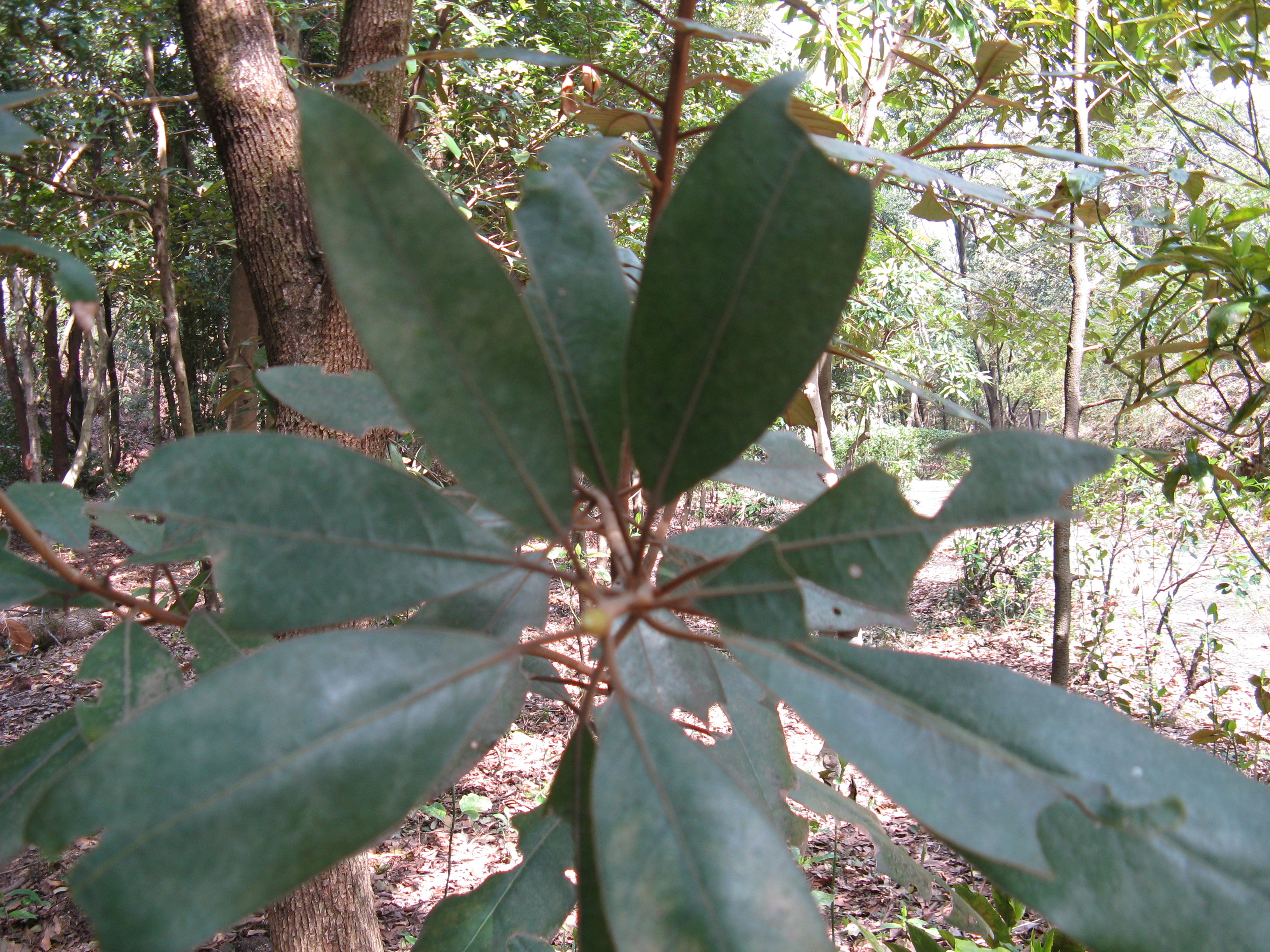
Litsea acuminata

- Litsea acutivena Hayata: Sie kommt in Kambodscha, Laos, Vietnam, Taiwan und in China vor.[1]
- Litsea aestivalis (L.) Fernald: Sie kommt in Alabama, Florida, Georgia, Louisiana, Mississippi, North Carolina, South Carolina und in Virginia vor.[2]

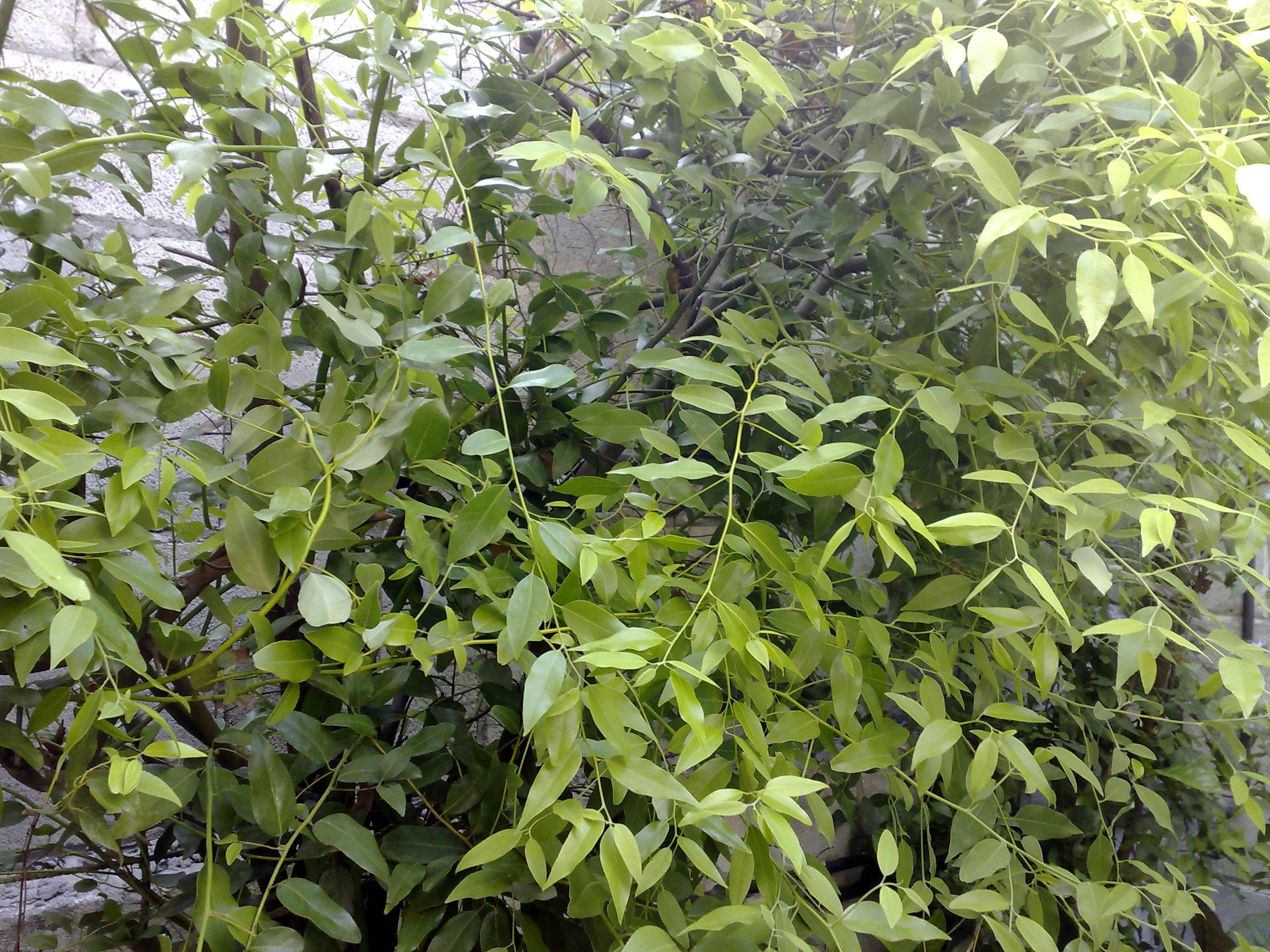
Litsea glaucescens

- Litsea akoensis  Hayata: Sie kommt in zwei Varietäten in Taiwan vor.[1]

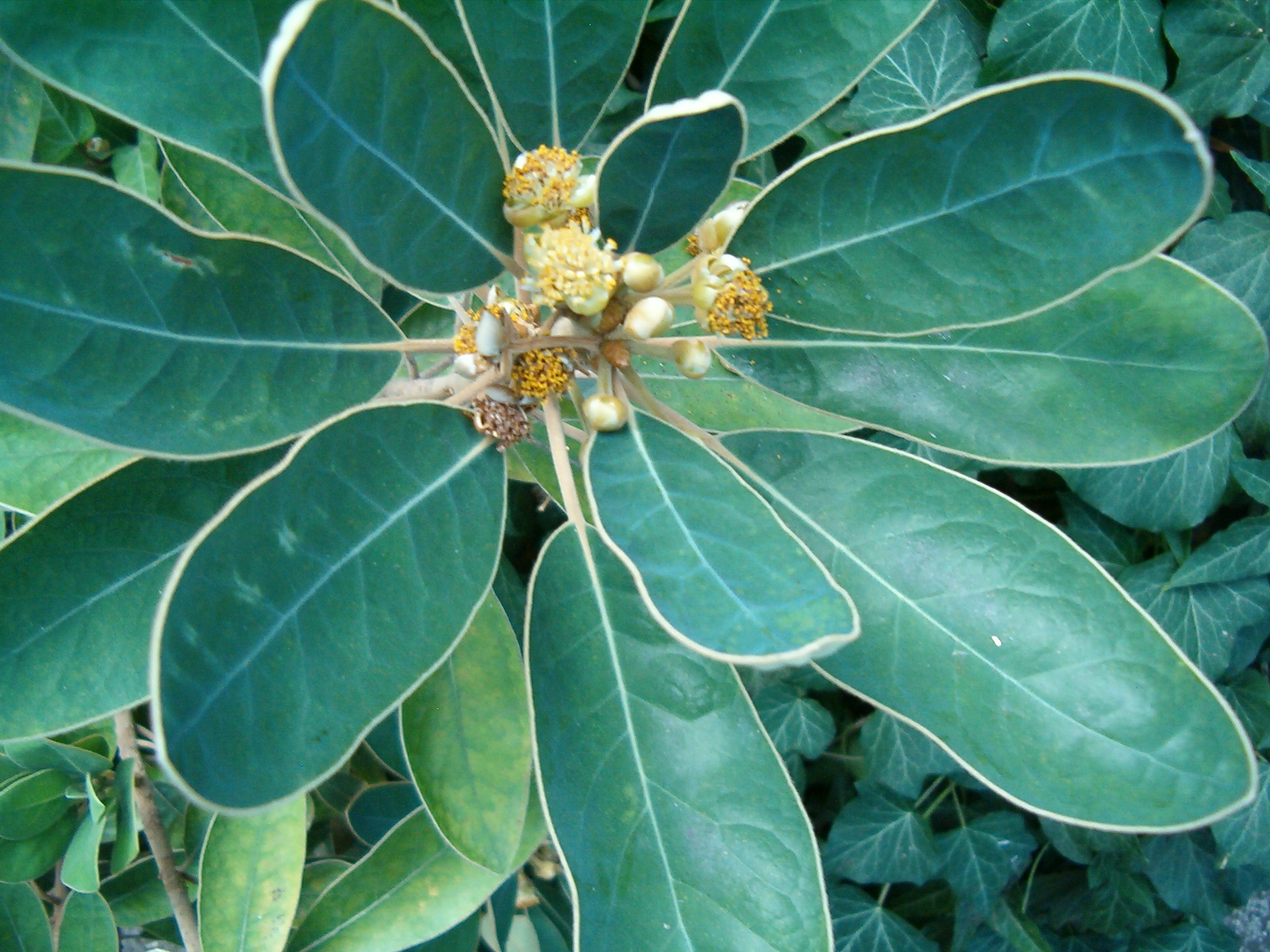
Litsea japonica

- Litsea albescens (Hook.f.) D.G.Long: Sie kommt in Indien, Bhutan und im südöstlichen Tibet vor.[1]
- Litsea albicans (Kurz) Hook.f.
- Litsea ambigua (Blume) Boerl.
- Litsea apetala (Roxb.) Pers.
- Litsea auriculata S.S.Chien & W.C.Cheng: Sie kommt in Anhui und in Zhejiang vor.[1]
- Litsea balansae Lecomte: Sie kommt in Vietnam und im südlichen Yunnan vor.[1]
- Litsea baviensis Lecomte: Sie kommt im nördlichen Thailand, in Vietnam und in China vor.[1]

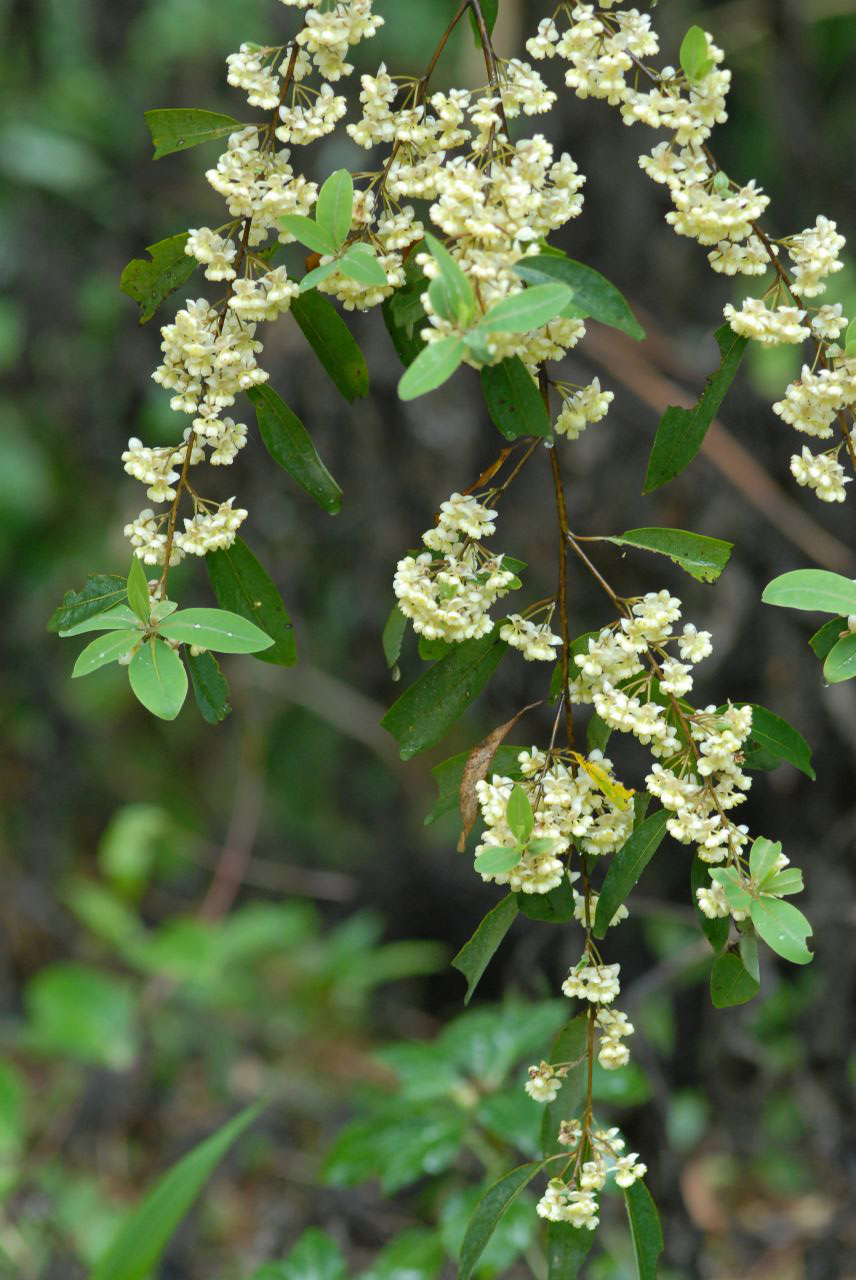
Blütenstände von Litsea cubeba

- Litsea beilschmiediifolia H.W.Li: Sie kommt nur im südöstlichen Yunnan vor.[1]
- Litsea biflora H.B.Cui: Sie kommt nur im südöstlichen Tibet vor.[1]
- Litsea bindoniana (F.Muell.) F.Muell.

- Litsea borneensis (Meisn.) Boerl.

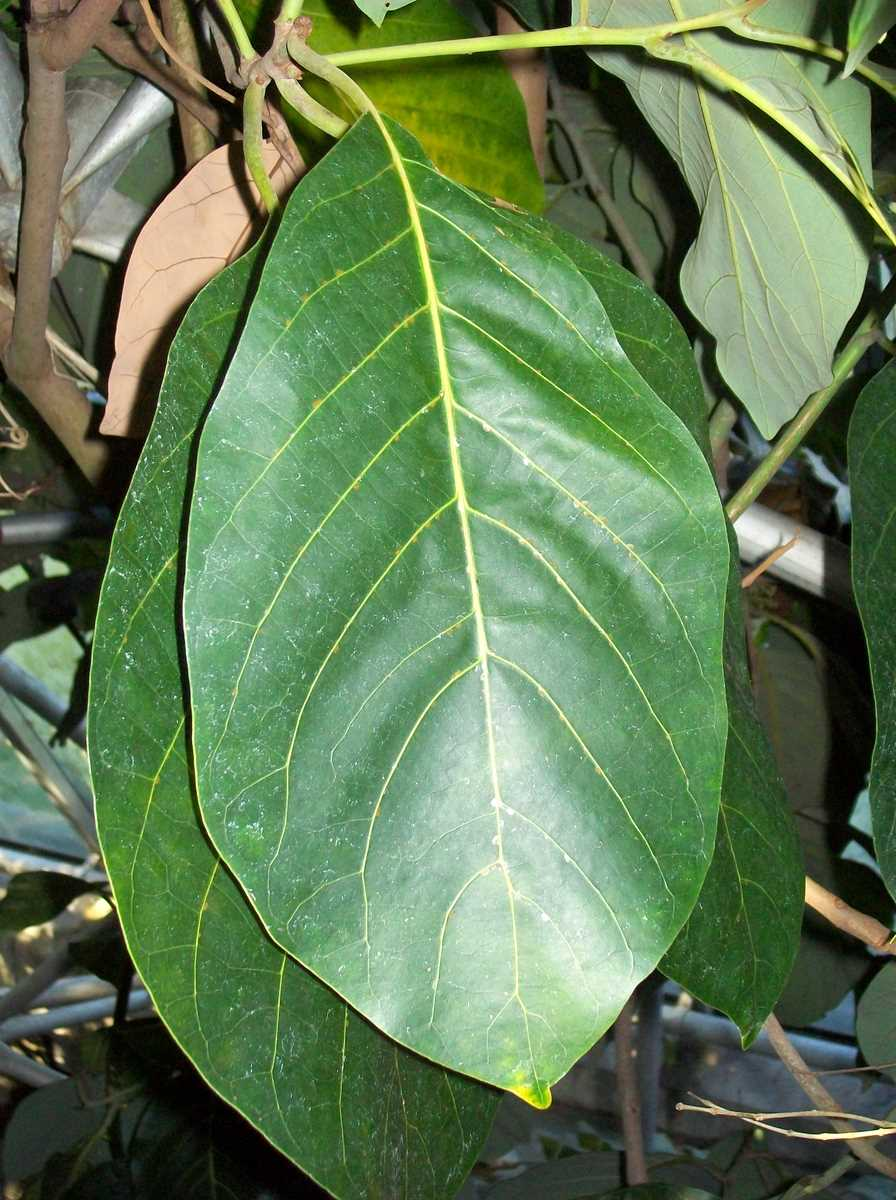
Blätter von Litsea bindoniana

- Litsea calicaris (Sol. ex A.Cunn.) Benth. & Hook.f.

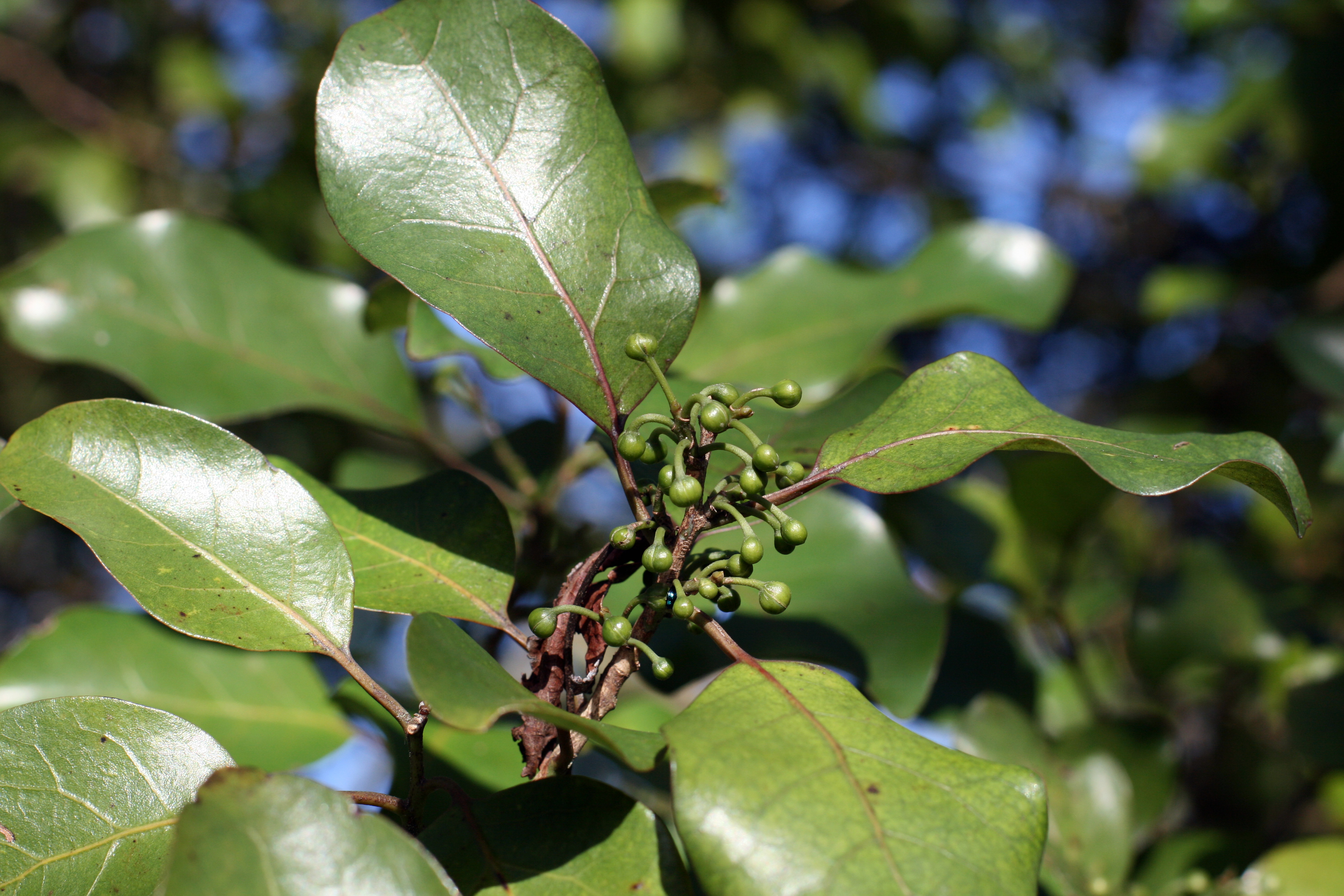
Zweig mit Blättern und Früchten von Litsea calicaris

- Litsea cangyuanensis J.Li & H.W.Li: Sie kommt im südwestlichen Yunnan vor.[1]
- Litsea cauliflora (Moon) Trim.
- Litsea chaffonjonii H.Lév.
- Litsea chengshuzhii H.B.Cui: Sie kommt im südöstlichen Xizang vor.[1]
- Litsea chinensis Lam.
- Litsea chinpingensis Yen C.Yang & P.H.Huang: Sie kommt im nordwestlichen und im südlichen Yunnan vor.[1]
- Litsea chunii W.C.Cheng: Sie kommt in zwei Varietäten im südlichen Gansu, westlichen Sichuan und nordwestlichen Yunnan in Höhenlagen zwischen 1500 und 3400 Metern vor.[1]
- Litsea citriodora (Siebold & Zucc.) Hatus.
- Litsea clarissae (Teschner) Kosterm.
- Litsea coelestis H.B.Cui: Sie kommt nur im südöstlichen Tibet vor.[1]
- Litsea cordata (Jack) Hook.f.

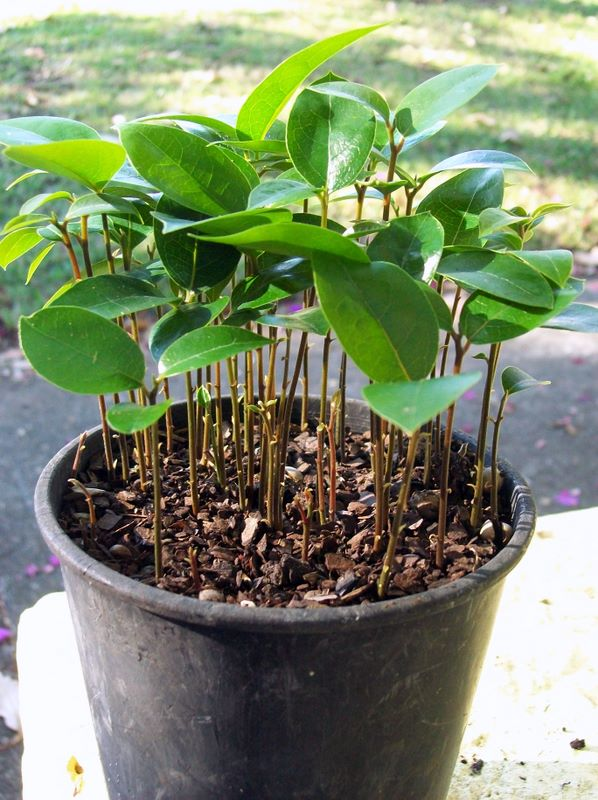
Sämlinge von Litsea reticulata

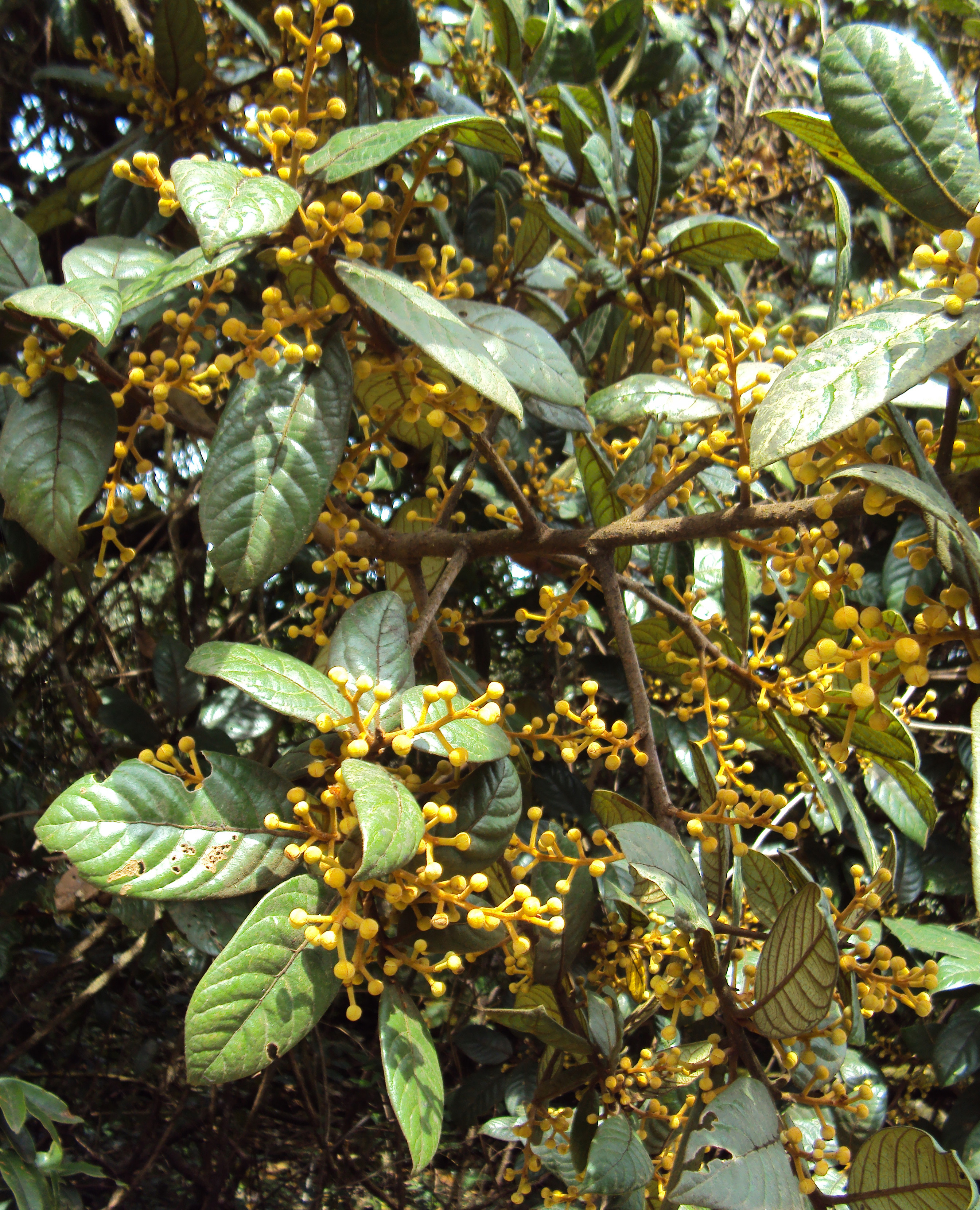
Blätter und Früchte von Litsea wightiana

- Litsea coreana H.Lév.: Sie kommt in drei Varietäten in Korea, Japan und China vor.[1]
- Litsea costalis (Nees) Kosterm.
- Litsea crassifolia (Blume) Boerl.
- Litsea cubeba (Lour.) Pers.: Sie kommt in zwei Varietäten im südlichen und südöstlichen Asien und in China vor.[1]

- Litsea depressa H.B.Cui: Sie kommt nur im südöstlichen Tibet vor.[1]

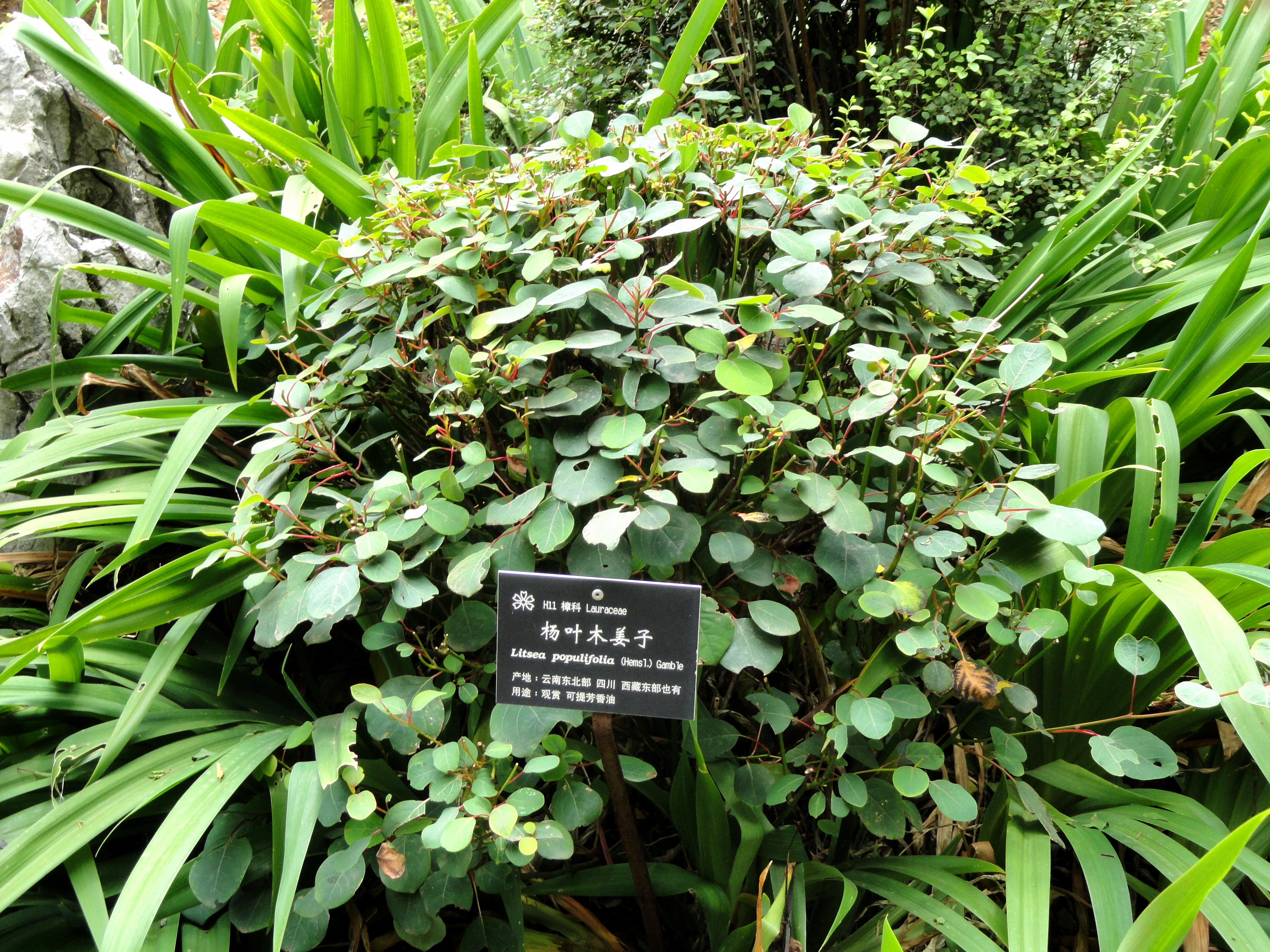
Litsea populifolia

- Litsea dilleniifolia P.Y.Pai & P.H.Huang: Sie kommt im südlichen Yunnan vor.[1]
- Litsea dunniana H.Lév.
- Litsea elongata (Nees) Hook.f.: Sie kommt in drei Varietäten in Indien, Nepal und in China vor.[1]
- Litsea fawcettiana (F. Muell.) Hyland
- Litsea firma (Blume) Hook.f.
- Litsea foveola Kosterm.: Sie kommt im südwestlichen Guangxi vor.[1]
- Litsea fulva (Blume) Villar
- Litsea garciae S.Vidal: Sie kommt auf den Philippinen und in Taiwan vor.[1]
- Litsea glaberrima (Thwaites) Trimen
- Litsea glaucescens Kunth

- Litsea globosa Kosterm.
- Litsea glutinosa (Lour.) C.B.Rob.: Sie kommt in zwei Varietäten in Indien, Bhutan, Myanmar, Nepal, auf den Philippinen, Thailand, Vietnam und in China vor.[1]

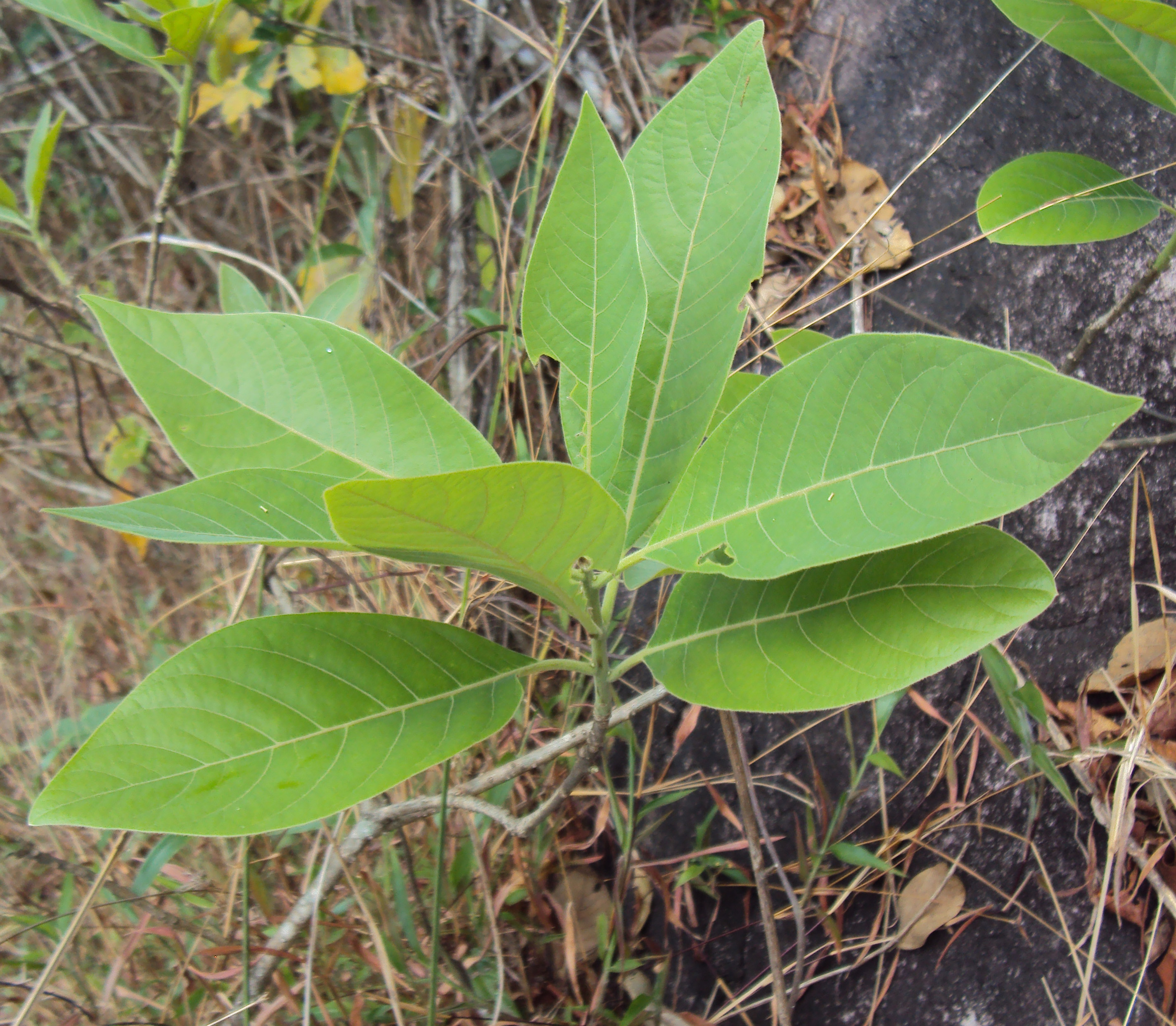
Litsea glutinosa

- Litsea gongshanensis H.W.Li: Sie kommt in Tibet und im nordwestlichen Yunnan vor.[1]
- Litsea grandis (Nees) Hook.f.

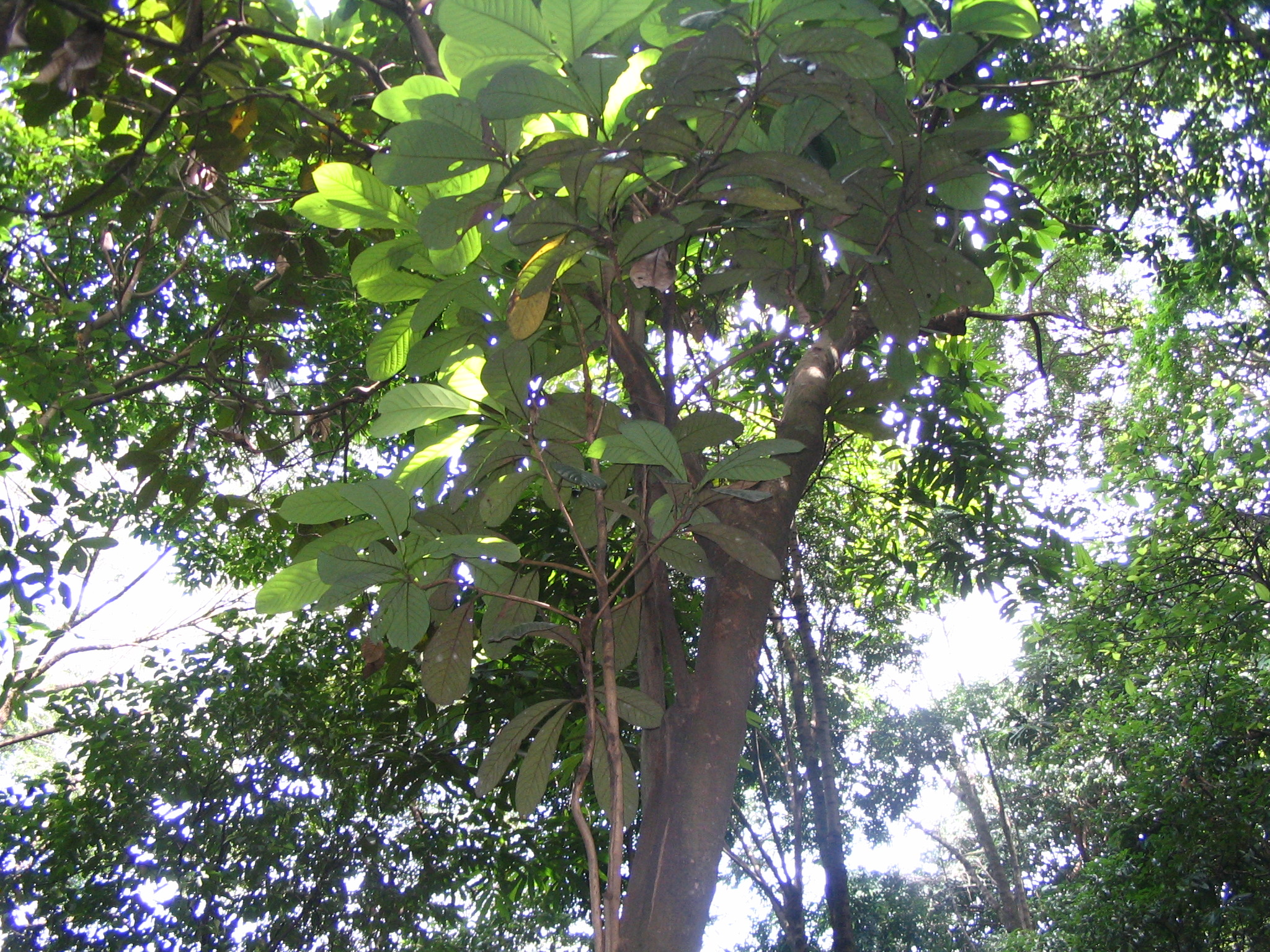
Litsea grandis

- Litsea greenmaniana C.K.Allen: Sie kommt in Fujian, Guangdong, Guangxi und im südlichen Jiangxi vor.[1]
- Litsea guppyi (F.Muell.) F.Muell. ex Forman

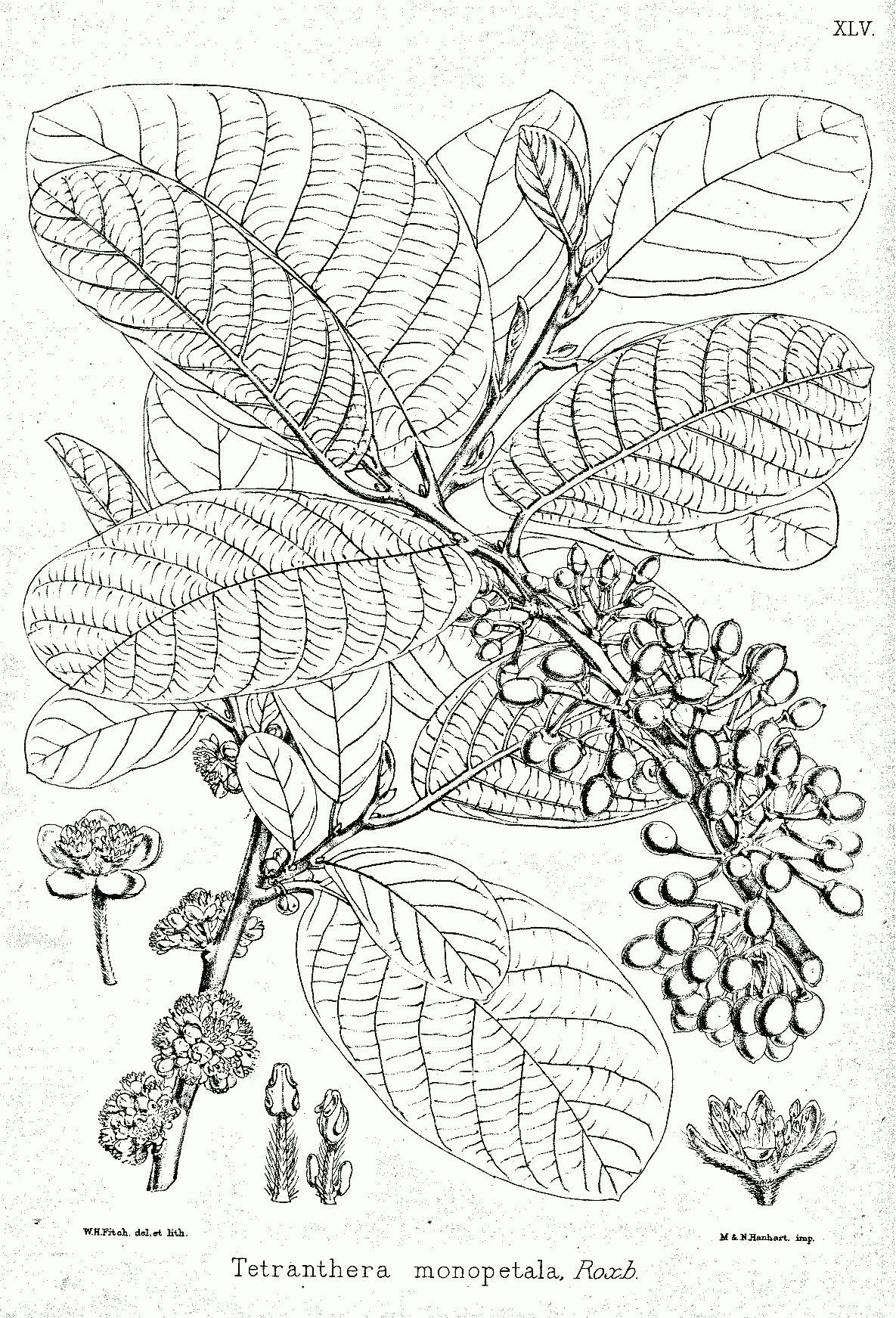
Illustration zu Litsea monopetala

- Litsea hayatae Kaneh.: Sie kommt in Taiwan in Höhenlagen zwischen 1500 und 2500 Metern vor.[1]
- Litsea honghoensis H. Liu: Sie kommt im südlichen und südöstlichen Yunnan in Höhenlagen zwischen 1300 und 2200 Metern vor.[1]
- Litsea hunanensis Yen C.Yang & P.H.Huang: Sie kommt im südlichen Hunan vor.[1]
- Litsea hupehana Hemsl.
- Litsea hypophaea Hayata: Sie kommt in Taiwan vor.[1]
- Litsea ichangensis Gamble: Sie kommt im südwestlichen und westlichen Hubei, im westlichen Hunan und im östlichen und nordöstlichen Sichuan vor.[1]
- Litsea insignis (Blume) Boerl.
- Litsea iteodaphne (Nees) Hook.f.
- Litsea japonica (Thunb.) Jussieu

- Litsea kingii Hook.f.: Sie kommt in Indien, Bhutan, im nördlichen Myanmar, in Nepal und in China vor.[1]
- Litsea kobuskiana C.K.Allen: Sie kommt im nördlichen Guangxi und im südlichen Guizhou vor.[1]
- Litsea kwangsiensis Yen C.Yang & P.H.Huang: Sie kommt im südlichen Guangxi vor.[1]
- Litsea kwangtungensis Hung T.Chang: Sie kommt im zentralen und südlichen Guangdong vor.[1]
- Litsea laeta (Nees) Hook.f.
- Litsea lancifolia (Roxb. ex Nees) Benth. & Hook.f. ex Villar: Sie kommt in drei Varietäten in Bhutan, Indien, auf den Philippinen, in Thailand, Vietnam und in China vor.[1]
- Litsea lancilimba Merr.: Sie kommt in Laos, Vietnam und in China vor.[1]
- Litsea lanuginosa (Nees) Nees
- Litsea leefeana (F.Muell.) Merr.
- Litsea leiantha (Kurz) Hook.f.
- Litsea liboshengii H.B.Cui: Sie kommt im südöstlichen Xizang vor.[1]
- Litsea ligustrina (Nees) Kosterm.
- Litsea litseifolia (C.K.Allen) Yen C.Yang & P.H.Huang: Sie kommt im südlichen Hainan vor.[1]
- Litsea liyuyingii H.Liu: Sie kommt im südlichen Yunnan vor.[1]
- Litsea longifolia (Nees) Trimen
- Litsea longipes (Meisn.) Hook.f.
- Litsea longistaminata (H.Liu) Kosterm.: Sie kommt in Vietnam, im südlichen Yunnan und im südöstlichen Tibet vor.[1]
- Litsea luzonica (Blume) Villar
- Litsea machiloides Yen C.Yang & P.H.Huang: Sie kommt im westlichen Guangdong vor.[1]
- Litsea mairei H.Lév.
- Litsea martabanica (Kurz) Hook. f.: Sie kommt in Thailand, Myanmar und im südlichen und südwestlichen Yunnan vor.[1]
- Litsea mishmiensis Hook. f.
- Litsea mollis (Blume) Boerl.: Sie kommt im nördlichen Thailand und in China vor.[1]
- Litsea monopetala (Roxb.) Pers.: Sie kommt in Indien, Bhutan, Kambodscha, Laos, Malaysia, Myanmar, Nepal, Pakistan, Thailand, Vietnam und in China vor.[1]

- Litsea morrisonensis Hayata: Sie kommt in Taiwan in Höhenlagen zwischen 1000 und 2800 Metern vor.[1]
- Litsea moupinensis Lecomte: Sie kommt in zwei Varietäten in Sichuan vor.[1]
- Litsea muelleri Rehder
- Litsea myricopsis H.Lév.
- Litsea myristicifolia (Nees) Hook.f.
- Litsea neesiana (Schauer) Hemsl.
- Litsea nemoralis (Thwaites) Trimen
- Litsea nigricans (Meisn.) Boerl.
- Litsea nitida (Roxb.) Hook.f.
- Litsea nuculanea (Kurz) Hook.f.
- Litsea oblonga (Nees) Hook.f.
- Litsea oligophlebia Hung T.Chang: Sie kommt im südlichen Guangxi vor.[1]
- Litsea ovalifolia (Wight) Trimen
- Litsea palmatinervia (Meisn.) Drake
- Litsea panamanja (Buch.-Ham. ex Nees) Hook.f.: Sie kommt in Indien, Nepal, Bhutan, im nördlichen Vietnam, im südöstlichen Guangxi und im südlichen Yunnan vor.[1]
- Litsea parvifolia (Hemsl.) Mez
- Litsea pedunculata (Diels) Yen C.Yang & P.H.Huang: Sie kommt in zwei Varietäten in Guangxi, Guizhou, Hubei, Hunan im südlichen Jiangxi, Sichuan und in Yunnan vor.[1]
- Litsea perrottetii (Blume) Fern.-Vill.
- Litsea pierrei Lecomte
- Litsea pittosporifolia Yen C.Yang & P.H.Huang: Sie kommt im westlichen Guangdong vor.[1]
- Litsea populifolia (Hemsl.) Gamble: Sie kommt in Sichuan, Xizang und im nordöstlichen Yunnan vor.[1]

- Litsea pseudoelongata H.Liu: Sie kommt im südlichen Guangdong, in Guangxi, Hainan und Taiwan vor.[1]
- Litsea pungens Hemsl.: Sie kommt in China in Höhenlagen zwischen 800 und 2300 Metern vor.[1]
- Litsea rangoonensis (Meisn.) Hook.f.
- Litsea reticulata (Meisn.) F.Muell.

- Litsea rotundifolia Hemsl.: Sie kommt in drei Varietäten in Vietnam und in China vor.[1]
- Litsea rubescens Lecomte: Sie kommt in zwei Varietäten in Chongqing, Guizhou, Hubei, Hunan, im südlichen Shaanxi, Sichuan, Tibet und Yunnan vor.[1]
- Litsea salicifolia (Roxburgh ex Nees) Hook.f.: Sie kommt in Indien, Bangladesch, Bhutan, Myanmar, Nepal, Vietnam und in China vor.[1]
- Litsea saligna (Nees) N.P.Balakr.
- Litsea seemannii (Meisn.) Drake
- Litsea semecarpifolia (Wall. ex Nees) Hook.f.: Sie kommt im östlichen Bangladesch, in Myanmar, im nördlichen Thailand und im südlichen und südwestlichen Yunnan vor.[1]
- Litsea sericea (Wall. ex Nees) Hook.f.: Sie kommt in Indien, Nepal und in China vor.[1]
- Litsea sinoglobosa J.Li & H.W.Li: Sie kommt im nördlichen Guangdong und im südlichen Hunan vor.[1]
- Litsea subcoriacea Yen C.Yang & P.H.Huang: Sie kommt im nördlichen Guangdong, im nördlichen Guangxi, im südöstlichen Guizhou, im westlichen Hunan und im nordöstlichen Zhejiang vor.[1]
- Litsea suberosa Yen C.Yang & P.H.Huang: Sie kommt im nördlichen Guangdong, im westlichen Hubei, in Hunan und im südlichen Sichuan vor.[1]
- Litsea subumbelliflora (Blume) Ng
- Litsea szemaois (H.Liu) J.Li & H.W.Li: Sie kommt im südlichen Yunnan vor.[1]
- Litsea taronensis H.W.Li: Sie kommt im nordwestlichen Yunnan vor.[1]
- Litsea tibetana Yen C.Yang & P.H.Huang: Sie kommt im südöstlichen Xizang vor.[1]
- Litsea tsinlingensis Yen C.Yang & P.H.Huang: Sie kommt im südöstlichen Gansu, in Henan, im südwestlichen Shaanxi und im südwestlichen Shanxi vor.[1]
- Litsea umbellata (Lour.) Merr.: Sie kommt in Kambodscha, Indonesien, Laos, Malaysia, Thailand, Vietnam und in Guangxi und in Yunnan vor.[1]
- Litsea utilis (Meisn.) Boerl.
- Litsea vang Lecomte: Sie kommt in zwei Varietäten in Kambodscha, Laos, Vietnam und im westlichen Yunnan vor.[1]
- Litsea variabilis Hemsl.: Sie kommt in zwei Varietäten in Laos, im nördlichen Thailand, in Vietnam und in China vor.[1]
- Litsea varians (Blume) Boerl.
- Litsea veitchiana Gamble: Sie kommt in zwei Varietäten in Guizhou, Hubei, Sichuan und im nordwestlichen Yunnan in Höhenlagen zwischen 400 und 3800 Metern vor.[1]
- Litsea velutina (Blume) Hook.f.
- Litsea verticillata Hance: Sie kommt in Kambodscha, im nordöstlichen Thailand, in Vietnam und in China vor.[1]
- Litsea verticillifolia Yen C.Yang & P.H.Huang: Sie kommt im südlichen Hainan vor.[1]
- Litsea viridis H. Liu: Sie kommt in Vietnam und im südöstlichen Yunnan vor.[1]
- Litsea vitiana (Meisn.) Drake
- Litsea walkeri (Meisn.) Trimen
- Litsea wightiana (Nees) Hook.f.
- Litsea wilsonii Gamble: Sie kommt in Guizhou und in Sichuan vor.[1]
- Litsea yaoshanensis Yen C.Yang & P.H.Huang: Sie kommt im nördlichen Guangxi vor.[1]
- Litsea yunnanensis Yen C.Yang & P.H.Huang: Sie kommt in Vietnam, in Guangxi und im südöstlichen Yunnan vor.[1]